# Arachosia polytrichia
Arachosia polytrichia är en spindelart som först beskrevs av Cândido Firmino de Mello-Leitão 1922.  
Arachosia polytrichia ingår i släktet Arachosia och familjen spökspindlar. Inga underarter finns listade i Catalogue of Life.